# Чертыгашев, Иван Фёдорович
Иван Фёдорович Чертыгашев (род. в 1882 году, аал Конгарово, Минусинский уезд Енисейской губернии — 22 января 1941 года, Хакасская автономная область) — хакасский чабан, государственный деятель. Депутат Верховного Совета РСФСР I созыва (1938).

## Биография
С детских лет Иван Фёдорович (Хоха, как его называли близкие) пас овец: сначала батрачил на баев, а затем стал одним из основателей колхоза «Изых».
Постоянно увеличивал колхозное поголовье тонкорунных овец. 
В 1936 году был награжден орденом Трудового Красного Знамени. Принимал участие в обсуждении проекта Конституции СССР на VIII чрезвычайном съезде Советов (1936). На выборах в Верховный Совет РСФР в 1938 году по Усть-Абаканскому избирательному округу № 167 Ивана Чертыгашева, показывавшего «большевистские образцы работы», избрали депутатом.
На базе его отары была создана племенная ферма. Об этой работе И. Ф. Чертыгашев рассказал в брошюре «Учеба чабана», вышедшей в свет в 1938 году. В 1939—1940 годах принимал участие во Всесоюзной сельскохозяйственной выставке. Был членом Хакасского обкома КПСС.
Умер 22 января 1941 года. Одна из центральных улиц Абакана в 1941 году была переименована в улицу имени И. Ф. Чертыгашева.